# Valdemar Lund
Valdemar Lund Jensen (Sundby, 28 maggio 2003) è un calciatore danese, difensore del Molde.

## Caratteristiche tecniche
Difensore centrale dal fisico imponente, di piede mancino, è abile tatticamente e in fase di marcatura, oltre ad avere una buona capacità di impostazione del gioco.

## Carriera
Cresciuto nel settore giovanile del Copenaghen, il 20 dicembre 2020 firma il primo contratto professionistico con il club danese, valido fino al dicembre 2023. Esordisce in prima squadra il 31 ottobre 2021, nella partita di campionato vinta per 3-0 contro il Vejle; in seguito, a causa di un infortunio all'anca rimane indisponibile per sei mesi.
Il 12 agosto 2022 segna la prima rete in carriera, in occasione dell'incontro di Superligaen perso per 1-3 contro il Randers.
Il 1º febbraio 2024 passa ai norvegesi del Molde, a cui si lega con un contratto quadriennale.

## Statistiche

### Presenze e reti nei club
Statistiche aggiornate al 7 febbraio 2024.
| Stagione        | Squadra         | Campionato      | Campionato | Campionato | Coppe nazionali | Coppe nazionali | Coppe nazionali | Coppe europee | Coppe europee | Coppe europee | Altre coppe | Altre coppe | Altre coppe | Totale | Totale |
| Stagione        | Squadra         | Comp            | Pres       | Reti       | Comp            | Pres            | Reti            | Comp          | Pres          | Reti          | Comp        | Pres        | Reti        | Pres   | Reti   |
| --------------- | --------------- | --------------- | ---------- | ---------- | --------------- | --------------- | --------------- | ------------- | ------------- | ------------- | ----------- | ----------- | ----------- | ------ | ------ |
| 2021-2022       | Copenaghen      | SL              | 3          | 0          | CD              | 0               | 0               | UECL          | 0             | 0             | -           | -           | -           | 3      | 0      |
| 2022-2023       | Copenaghen      | SL              | 19         | 1          | CD              | 7               | 0               | UCL           | 5             | 0             | -           | -           | -           | 31     | 1      |
| 2023-feb. 2024  | Copenaghen      | SL              | 5          | 1          | CD              | 1               | 0               | UCL           | 5             | 0             | -           | -           | -           | 11     | 1      |
| 2024            | Molde           | ES              | 0          | 0          | CN              | 0               | 0               | UECL+UECL     | 0             | 0             | -           | -           | -           | 0      | 0      |
| Totale carriera | Totale carriera | Totale carriera | 27         | 2          |                 | 8               | 0               |               | 10            | 0             |             | -           | -           | 45     | 2      |

## Palmarès

### Club

#### Competizioni nazionali
- Campionato danese: 1

Copenaghen: 2021-2022